# Хан, Скотт
Скотт Хан (англ. Scott Hahn, род. 28 октября 1957 года) — современный американский писатель, теолог, профессор Францисканского университета Стьюбенвилла, автор ряда книг по католическому вероучению и апологетике.

## Биография
В молодости Скотт Хан был убеждённым пресвитерианином. В 1979 году он окончил колледж в Гроув-Сити (Пенсильвания) и получил степень бакалавра по теологии, философии и экономике с (magna cum laude). В 1982 году стал магистром богословия в теологической семинарии Гордон-Конвелл с summa cum laude.
После окончания семинарии работал пресвитерианским пастором и теологом, преподавал богословие в пресвитерианской семинарии. Как убеждённый протестант Хан не сомневался в том, что Католическая церковь заблуждается и является искажением подлинного христианства. Он гордился тем, что ему удалось обратить нескольких католиков в «чистое христианство». Его обращение началось после тщательного исследования Библии в свете идеи завета, который Бог заключает с людьми. Дальнейшие богословские исследования Хана привели его к заключению, что протестантские доктрины sola fide и sola scriptura не имеют основания в самой Библии и противоречат учению ранней Церкви.
Скотт Хан присоединился к Католической церкви на Пасху 1986 года в Милуоки. Его жена Кимберли также перешла в католицизм спустя четыре года.
С 1990 года преподаёт во Францисканском университете Стьюбенвилла (Стьюбенвилл, Огайо). В мае 1995 года получил степень доктора богословия в области систематического богословия в Университете Маркетт (Милуоки).

## Деятельность
Скотт Хан автор ряда работ по католической апологетике. Его первая книга «Rome Sweet Home» (в русском переводе — «Все дороги ведут в Рим»), написанная совместно с женой Кимберли, носит автобиографический характер и рассказывает историю обращения семьи Хан в католичество. Последующие книги доктора Хана посвящены различным вопросам католического богословия. Скотт Хан популярный лектор, более 800 раз он выступал в США и других странах с лекциями, посвящёнными католическому вероучению. Он является основателем и президентом Центра Библейской теологии Святого Павла.

## Книги
- Rome Sweet Home (Все дороги ведут в Рим, совместно с Кимберли Хан), Ignatius Press, 1993. ISBN 0-89870-478-2
- Catholic for a Reason (совместно с Леоном Супренантом), Emmaus Road Publishing, 1998. ISBN 0-9663223-0-4
- A Father Who Keeps His Promises, Servant Publications, 1998. ISBN 0-89283-829-9
- The Lamb’s Supper: The Mass as Heaven on Earth, Doubleday, 1999. ISBN 0-385-49659-1
- Hail, Holy Queen, Doubleday, 2001. ISBN 0-385-50168-4
- First Comes Love: Finding Your Family in the Church and the Trinity, Doubleday, 2002. ISBN 0-385-49662-1
- Lord Have Mercy: The Healing Power of Confession, Doubleday, 2003. ISBN 0-385-50170-6
- Swear to God : The Promise and Power of the Sacraments, Doubleday, 2004. ISBN 0-385-50931-6
- Letter and Spirit : From Written Text to Living Word in the Liturgy, Doubleday, 2005. ISBN 0-385-50933-2
- Ordinary Work, Extraordinary Grace, Doubleday, 2006. ISBN 978-0-385-51924-3
- Reasons to Believe: How to Understand, Explain, and Defend the Catholic Faith, Doubleday, 2007. ISBN 978-0-385-50935-0
- Answering the New Atheism: Dismantling Dawkins’s Case Against God, (совместно с Бенджамином Уикером), Emmaus Road Publishing, 2008. ISBN 978-1-931018-48-7